# Bodiluddelingen 2011
Bodiluddelingen 2011 blev afholdt den 11. februar 2011 på Bremen Teater i København og markerede den 64. gang at Bodilprisen blev uddelt. Uddelingens værter var Ditte Hansen og Louise Mieritz.
Årets modtager af Æres-Bodilen blev skuespiller Henning Moritzen for at hylde hans flotte skuespilkarriere, som bl.a. inkluderer roller i film som Poeten og lillemor (1959), Festen (1998), Headhunter (2009) og Allegro (2005).
Filmen Submarino holdt flest af uddelingens nomineringer med fem i alt, efterfulgt af Hævnen med fire nomineringer, men det blev filmen R af Michael Noer og Tobias Lindholm, der vandt flest, da den modtog prisen for bedste film og bedste mandlige hovedrolle. Pilou Asbæk modtog prisen for bedste mandlige hovedrolle med sin første Bodil-nominering, og debuterende manuskriptforfatter Tobias Lindholm modtog årets Sær-Bodil for sit arbejde på Submarino og R. Trine Dyrholm slog rekord, da hun modtog sin femte Bodil-pris, og dermed er den mest vindende skuespiller i Bodilens historie.

## Nominerede og vindere
| Bedste mandlige hovedrolle | Bedste kvindelige hovedrolle |
| --- | --- |
| - Pilou Asbæk for R - Jacob Cedergren for Submarino - David Dencik for Broderskab - Mikael Persbrandt for Hævnen - Peter Plauborg for Submarino                                                                                        | - Trine Dyrholm for Hævnen - Julie Brochorst Andersen for Hold om mig - Ellen Hillingsø for Eksperimentet - Bodil Jørgensen for Smukke mennesker - Mille Hoffmeyer Lehfeldt for Smukke mennesker                 |
| Bedste mandlige birolle | Bedste kvindelige birolle |
| - Kurt Ravn for Smukke mennesker - Kim Bodnia for Hævnen - Morten Holst for Broderskab - Gustav Fischer Kjærulff for Submarino - Roland Møller for R                                                                                   | - Patricia Schumann for Submarino - Marijana Jankovic for Alting bliver godt igen - Laura Skaarup Jensen for Eksperimentet - Rosalinde Mynster for Sandheden om mænd - Paprika Steen for Alting bliver godt igen |
| Bedste danske film | Bedste amerikanske film |
| - R af Michael Noer & Tobias Lindholm - Hævnen af Susanne Bier - Klovn af Ole Christian Madsen - Sandheden om mænd af Nikolaj Arcel - Submarino af Thomas Vinterberg                                                                   | - A Single Man af Tom Ford - Inception af Christopher Nolan - Somewhere af Sofia Coppola - The Kids Are All Right af Lisa Cholodenko - The Social Network af David Fincher                                       |
| Bedste ikke-amerikanske film | Bedste dokumentarfilm |
| - Det hvide bånd af Michael Haneke (Østrig) - An Education af Lone Scherfig (Storbritannien) - Biutiful af Alejandro González Iñárittu (Mexico) - Fish Tank af Andrea Arnold (Storbritannien) - Profeten af Jacques Audiard (Frankrig) | - Armadillo af Janus Metz |

## Øvrige priser

### Æres-bodil
- Henning Moritzen

### Sær-bodil
- Tobias Lindholm for manuskripter til R og Submarino.

### Bedste fotograf
- Lars Skree for Armadillo